# Sociologia computazionale
La sociologia computazionale è un ramo della sociologia che usa metodi computazionali in maniera intensiva per analizzare modelli di fenomeni sociali. Usando simulazioni al computer, intelligenza artificiale, metodi statistici complessi, e approcci analitici come l'analisi di reti sociali, la sociologia computazionale sviluppa e verifica teorie di processi sociali complessi attraverso una modellazione bottom-up delle interazioni sociali.